# إيما عاموس
إيما عاموس (بالإنجليزية: Emma Amos)‏ هي رسامة أمريكية، ولدت في 16 مارس 1938 في أتلانتا في الولايات المتحدة.

## وصلات خارجية
- الموقع الرسمي